# Michel Haar
 (février 2016).
Si vous disposez d'ouvrages ou d'articles de référence ou si vous connaissez des sites web de qualité traitant du thème abordé ici, merci de compléter l'article en donnant les références utiles à sa vérifiabilité et en les liant à la section « Notes et références ».
Michel Haar, né à Strasbourg (Bas-Rhin) le 6 juin 1937 et mort le 18 août 2003 à La Verrière (Yvelines), est un philosophe et traducteur français.

## Biographie

Case du columbarium du cimetière du Père-Lachaise.

Né d'une famille de fonctionnaires, son père (Albert Haar), ayant obtenu la médaille de la résistance pendant la Seconde Guerre mondiale, termine sa carrière à Strasbourg, tandis que sa mère (Jeanne Muller) fait carrière à la Poste (PTT). Michel Haar fait ses études secondaires de 1948 à 1954 au Lycée Fustel de Coulanges à Strasbourg où il a notamment comme professeur en khâgne Julien Freund, élu par la suite professeur à l'Université de Strasbourg.
Michel Haar a, durant de nombreuses années, donné des cours à l'Université Paris Sorbonne-Paris IV. Il a été professeur d'histoire de philosophie moderne et contemporaine à
l'Université de Paris XII, puis professeur de philosophie à l'Université Paris I-Panthéon-Sorbonne. 
Il était spécialiste de Friedrich Nietzsche, de Martin Heidegger (en 1983, il dirige le "Cahier de l'Herne" consacré à Heidegger) et de la phénoménologie.
Dans son activité de traducteur, il a traduit notamment La Naissance de la tragédie avec Philippe Lacoue-Labarthe et Jean-Luc Nancy. Il a participé à la traduction des
Œuvres philosophiques complètes de Nietzsche chez Gallimard avec Marc de Launay. 
Il est l'auteur d’un essai consacré à la poésie de Nietzsche. "Capable d'assumer [sa] part volontaire de « mensonge », c'est-à-dire de fiction consciente et délibérée, le poète ne prétendrait plus à ces rôles religieux d'autrefois : le mage, l'inspiré des dieux ou leur interprète, le prophète, le devin."[réf. nécessaire]
Son ami Dominique Janicaud lui a dédié un texte intitulé Sur le chemin de Nietzsche.
Ses cendres se trouvent columbarium du cimetière du Père-Lachaise (case n°233).

## Activités d'enseignement
À partir de 1980, Michel Haar a donné des cours de préparation à l'agrégation.
En 1987-88 et 1988-89, il a réalisé des cours sur Nietzsche en vue de la 3e dissertation (Histoire de la philosophie). Puis il donne un cours, dans le cadre de la 2e Dissertation, sur l'expression artistique.
Il a codirigé, avec le professeur Guiomar, de nombreux mémoires de maîtrise d'esthétique et d'histoire de la philosophie.
Pendant plusieurs années, il a donné un cours d'esthétique en licence sur l'ontologie de la peinture, des arts plastiques et de la poésie ; ainsi que des cours et travaux dirigés de philosophie générale dans le premier cycle (thèmes récents : la conscience, le temps, la liberté).

## Liste des travaux et publications
(décembre 2018).
- 1968 : Traduction de Heidegger, "La thèse de Kant sur l’Être", in Questions II, Paris, Gallimard, (en collaboration avec Lucien Braun).
- 1973 : Freud, Introduction à la psychanalyse, analyse critique, Paris, Hatier.
- 1974 : Marcuse, L'homme unidimensionnel, analyse critique, Paris, Hatier.
- 1974 : "Nietzsche", in Histoire de la Philosophie, Paris, Gallimard, Encyclopédie de la Pléiade, vol. 3.
- 1983 : Directeur du Cahier de l'Herne n° 45, consacré à Martin Heidegger, Paris, L'Herne; 2ème édition abrégée, Paris, Le Livre de Poche, 1986). Rédaction de nombreuses notes et notices. Contribution propre intitulée "Le tournant de la détresse, ou comment l'époque de la Technique peut-elle finir".
- 1987 : Le Chant de la Terre, Heidegger et les assises de l'Histoire de l’Être, Paris, L'Herne.
- 1989 : Traduction et postface d'une conférence inédite de Heidegger : "Uberlieferte Sprache und technische Sprache", Bruxelles, Lebeer-Hossmann.
- 1990 : Heidegger et l'essence de l'homme, Grenoble, Jérôme Millon, coll. "Krisis".
- 1993 : Nietzsche et la métaphysique, Paris, Gallimard, coll. "Tel".
- 1994 : La fracture de l'histoire. Douze essais sur Heidegger, Grenoble, J. Millon, coll. "Krisis".
- 1994 : L’œuvre d'art. Essai sur l'ontologie des œuvres, Paris, Hatier.
- 1998 : Par-delà le nihilisme. Nouveaux essais sur Nietzsche, Paris, PUF.
- 1999 : La philosophie française entre phénoménologie et métaphysique, Paris, PUF.

### Comptes rendus
Michel Haar a aussi rédigé de nombreux comptes-rendus depuis 1975 dans les Études germaniques et les Études philosophiques ainsi que dans La Revue philosophique de Louvain. Certains ont été réunis in Nietzsche et la métaphysique, Paris, Gallimard, coll. "Tel", 1993.

### Traductions de Nietzsche pour l'édition critique définitive chez Gallimard
- 1975 Écrits posthumes, 1870-1873, Paris, Gallimard (en collaboration avec M. de Launay).
- 1977 La Naissance de la Tragédie & fragments posthumes, 1869-1872, Paris, Gallimard (en collaboration avec J.-L. Nancy).
- 1982 Fragments posthumes, 1884-1885, Paris, Gallimard, (en collaboration avec M. de Launay).

## Archives
Béatrice Han (ENS), professeur de philosophie à l'Université d'Essex (amie de Michel Haar), a hérité de la bibliothèque et des manuscrits de M. Haar. Grâce à son intervention et à son dévouement, l'ensemble des livres et documents ont été sauvegardés et sont déposés à l'Université d'Essex à l'Albert Sloman Library. Les archives contenues dans 8 boîtes en carton englobent sa bibliothèque, ses écrits, ses notes et sa correspondance. On doit le catalogue des archives au travail fourni par le Dr Adrian Samuel sous la supervision de Béatrice Han, accessible sur http://libwww.essex.ac.uk/Archives/haar.htm (18 pages). 